# هوپ‌پانک

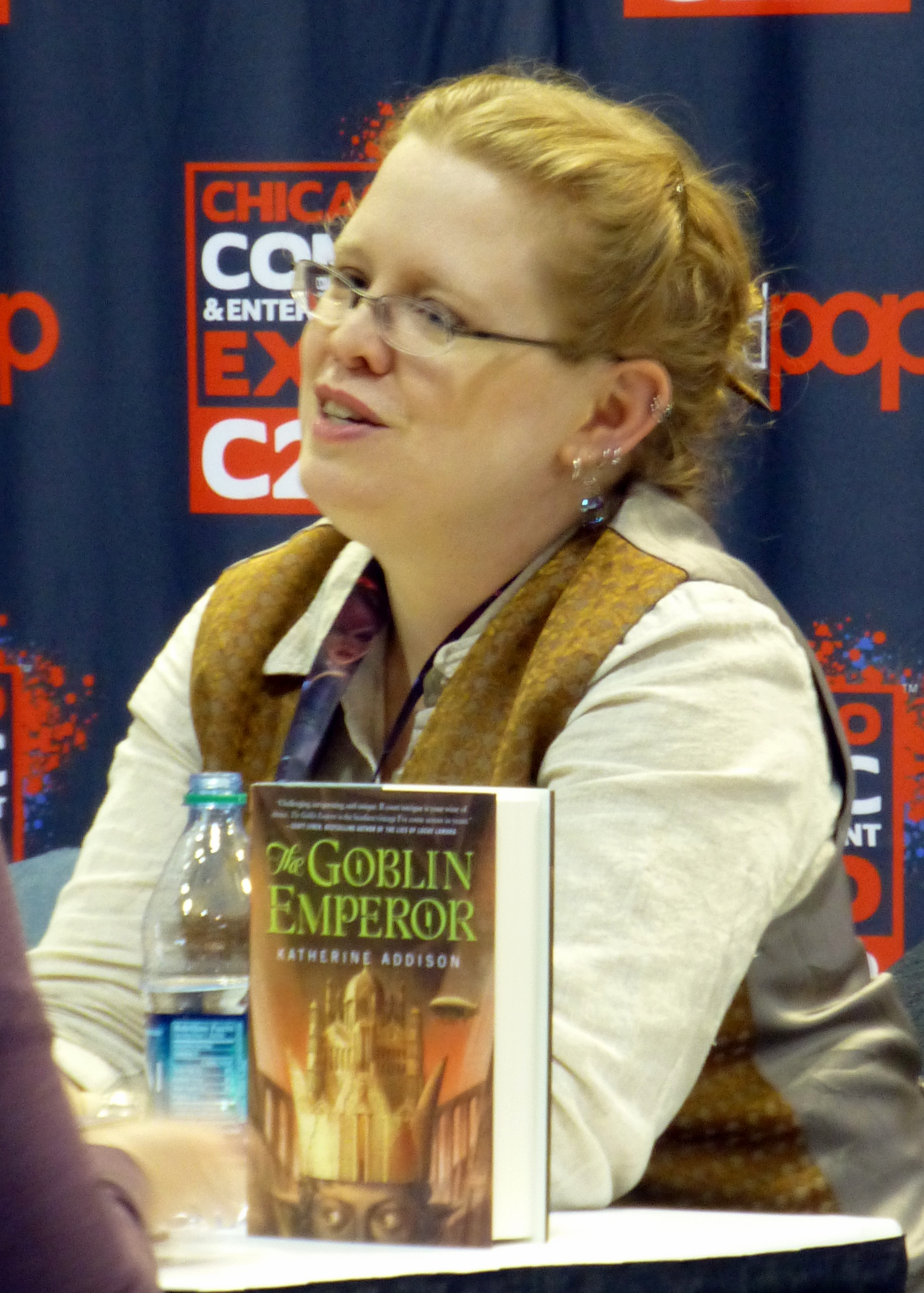
هوپ پانک

هوپ‌پانک (انگلیسی: Hopepunk) یک زیر ژانر از ادبیات گمانه‌زن است که به عنوان نقطه مقابل گریم‌دارک قرار می‌گیرد. آثار زیرژانر هوپ‌پانک در مورد شخصیت‌هایی است که برای تغییرات مثبت، محبت افراطی و پاسخ‌های جمعی به چالش‌ها و مشکلات مبارزه می‌کنند.
در سال ۲۰۱۷، الکساندرا رولند، نویسنده فانتزی، اصطلاح هوپ‌پانک را به عنوان نقطه مقابل گریم‌دارک، که یک زیرژانر خاص ویران‌شهر، غیراخلاقی یا خشن است، پیشنهاد کرد. این اصطلاح به شکلی گسترده در شبکه‌های اجتماعی منتشر و در ۲۰۱۹ به فرهنگ انگلیسی کالینز اضافه شد. هوپ پانک در این دیکشنری به عنوان جنبشی ادبی و هنری در ستایش جستجوی اهداف مثبت در مواجهه با ناملایمات معنا شده‌است.
بسیاری از آثار ادبیات داستانی - از جمله ارباب حلقه‌ها و مجموعه کتاب‌های دیسک‌ورلد اثر تری پراچت - همین‌طور کارهای تعداد زیادی از نویسندگان معاصر حالا به عنوان نمونه‌های هوپ‌پانک معرفی می‌شوند. فال نیک اثر تری پراچت و نیل گی‌من و مریخی نوشته اندی ویر از جمله رمان‌های دیگری است که به این گونه ادبی نسبت داده می‌شود.